# Prunus virginiana
Prunus virginiana, el cerezo de Virginia, capulín o capulin (del náhuatl capolcuahuitl) es una especie del género Prunus, extendida desde el sur de Alaska y Canadá hasta México, excepto el Profundo Sur y el lejano norte. 

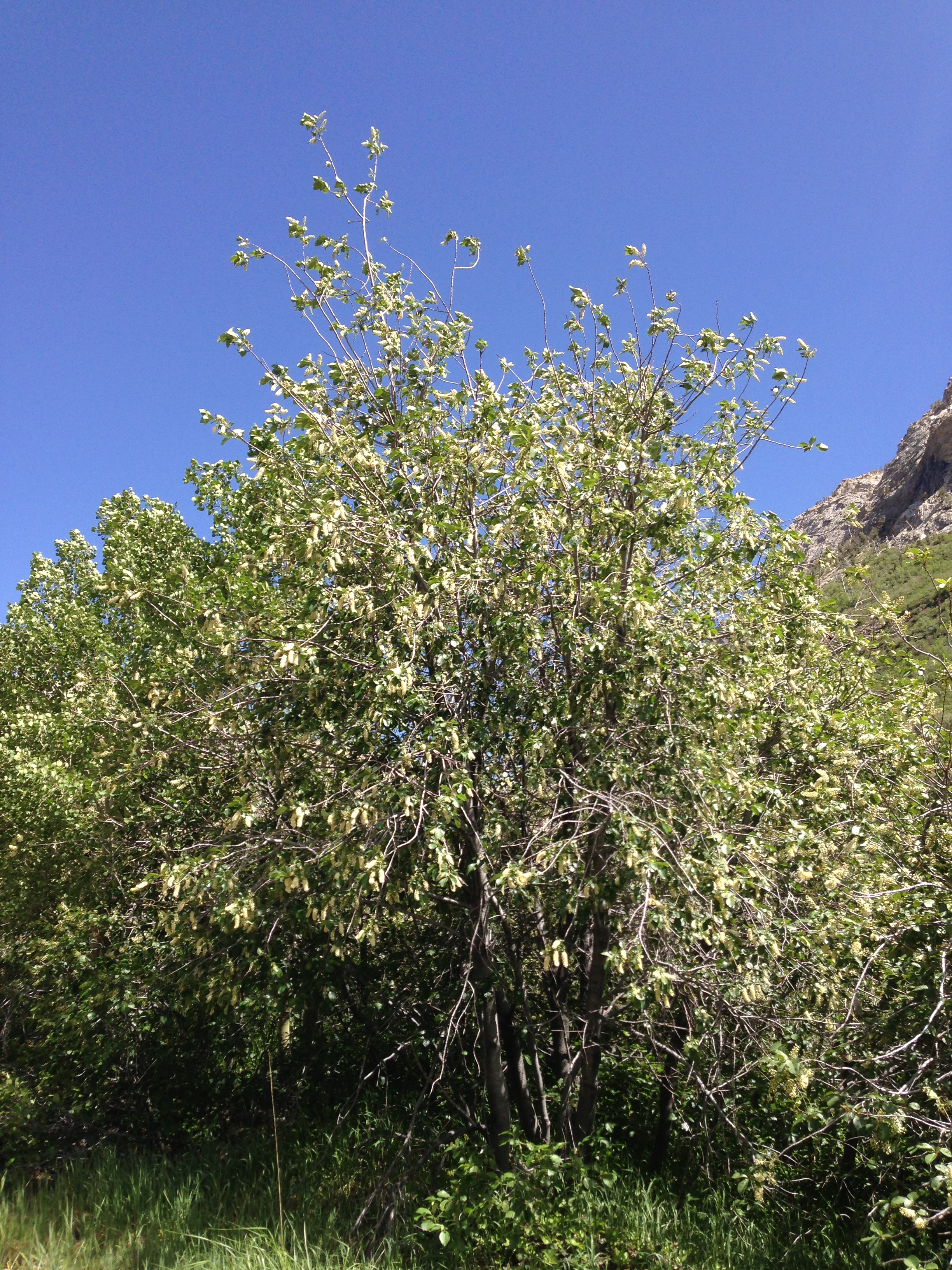
Vista del árbol

## Descripción
Forma un arbusto o pequeño árbol de hasta unos 5 m de altura. Las hojas son ovales, de 3 a 10 cm de largo con márgenes toscamente serrados. Las flores surgen en racimos en número de 15 a 30 a finales de la primavera.
 El fruto, de alrededor de 1 cm de diámetro varía entre el rojo brillante al negro, con un sabor astringente y ácido. Cuanto más madura está la cereza más oscuro es su color y menos ácida.

## Usos medicinales
Se utiliza medicinalmente en la preparación de aguardiente para tratar enfermedades de los pulmones, o en jarabes para aliviar la tos, gripa, o mal de orín, además de usarse la corteza, ramos y hojas para tratar diarrea, catarro y fiebre.
Es un sedante, antiasmático, aromatizante, antiespasmódico y sirve para indigestión[cita requerida].
Es una planta tóxica siempre si se consume en exceso; las hojas tiernas, la semilla y la corteza contienen un glucósido que al ser ingerido provoca dificultad para respirar, espasmos, coma o muerte repentina[cita requerida].

## Taxonomía
Prunus virginiana fue descrita por Carlos Linneo y publicado en Species Plantarum 1: 473. 1753.
Etimología
Ver: Prunus: Etimología
virginiana: epíteto geográfico que alude a su localización en Virginia.
Variedades aceptadas
- Prunus virginiana var. demissa (Nutt. ex Torr. & A.Gray) Torr.
- Prunus virginiana var. melanocarpa (A.Nelson) Sarg.

Sinonimia
- Cerasus virginica Michx. ex hort.
- Padus rubra Mill.
- Padus virginiana (L.) Mill.
- Padus virginiana (L.) M.Roem.
- Prunus serotina Poir.
- Prunus virginiana var. virginiana
- Prunus virginica Steud.[4]